# Eucera fulviventris
Eucera fulviventris är en biart som först beskrevs av Smith 1854.  Eucera fulviventris ingår i släktet långhornsbin, och familjen långtungebin. Inga underarter finns listade i Catalogue of Life.